# Ciseaux de coiffure
 (avril 2014).
Si vous disposez d'ouvrages ou d'articles de référence ou si vous connaissez des sites web de qualité traitant du thème abordé ici, merci de compléter l'article en donnant les références utiles à sa vérifiabilité et en les liant à la section « Notes et références ».

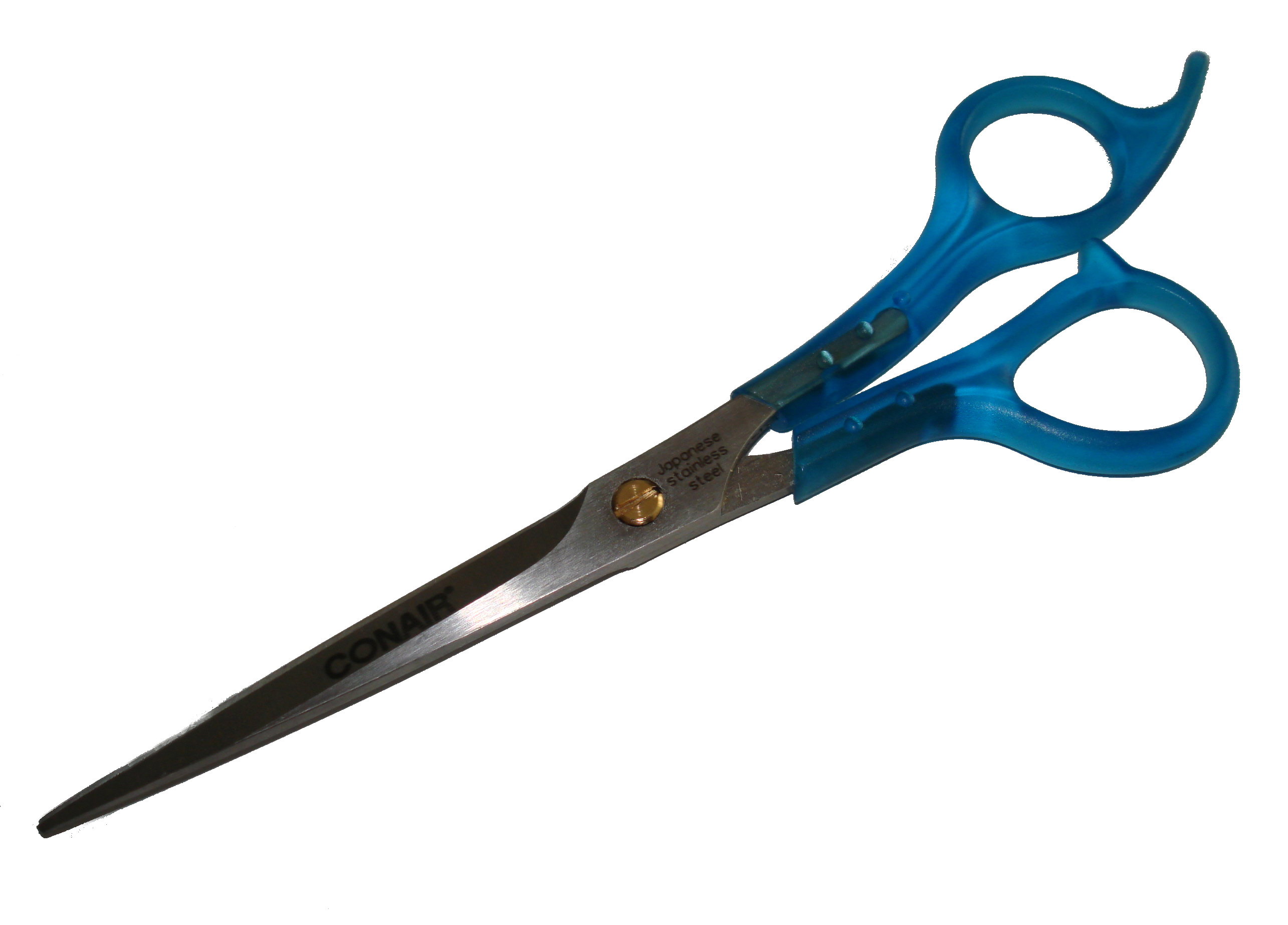
Ciseaux de coiffure.

Les ciseaux de coiffure sont des ciseaux utilisés spécifiquement dans la pratique de la coiffure. Les ciseaux de coiffure ont, généralement, un prix plus élevé qu'une paire de ciseaux classique car ce sont des outils professionnels. Certaines entreprises sont spécialisés dans les ciseaux de coiffure qui sont l'outil principal de tout coiffeur professionnel. Il est important de prendre en compte la marque des ciseaux pour en être satisfait. Chaque coiffeur est diffèrent, il est donc conseillé de prendre des recommandations chez des spécialistes qui vous orienteront dans le choix de vos ciseaux de coiffure.
Il existe différents types de ciseaux de coiffure.

## Ciseaux droits
Les deux faces internes des lames, appelées les planes, doivent être légèrement concaves de façon à n'avoir entre elles qu’un seul point de contact, au niveau de la vis de serrage. Les tranchants doivent être légèrement courbes. Le tranchant peut être lisse pour couper et effiler ou à micro-dentures (dents de scie extrêmement fines) pour couper d'une façon très nette. Il existe aussi des ciseaux droits ergonomiques qui permettent de limiter les troubles musculo-squelettiques (TMS)

## Ciseaux sculpteurs
La lame inférieure est normale mais la lame supérieure est crantée. Ils donnent un équilibre rationnel d’effilage et de coupe. Ils permettent de raccourcir légèrement une chevelure tout en la désépaississant et en la sculptant. Ces ciseaux sont un croisement entre les ciseaux droits et ceux à effiler.

## Ciseaux à effiler

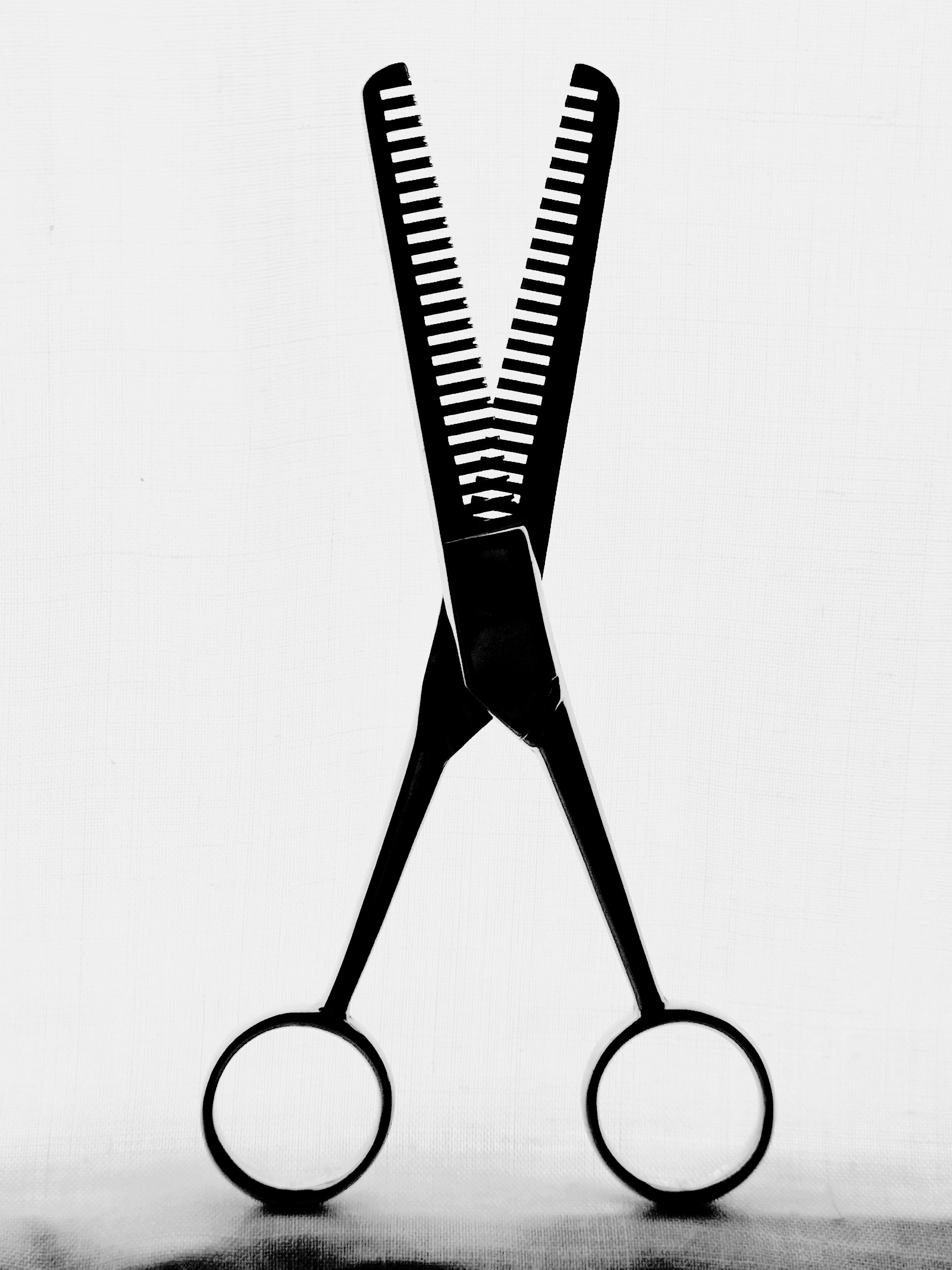
Ciseaux à effiler.

Les deux lames de ces ciseaux sont crantées. Ils permettent, comme les ciseaux sculpteurs, d'effiler la chevelure mais ne sont pas utilisables pour couper.

## Ciseaux courbes
Ils sont beaucoup moins utilisés. Ils servent à couper les moustaches et à tracer les tours d’oreilles.

## Ciseaux relief plus
Ils servent à sculpter et à obtenir des effets très éclatés. La lame inférieure est lisse et la lame supérieure très crantée avec 5, 7 ou 9 dents.